# Pic Roi
Pic Roi är en kulle i Spanien.   Den ligger i provinsen Provincia de Huesca och regionen Aragonien, i den nordöstra delen av landet, 400 km nordost om huvudstaden Madrid. Toppen på Pic Roi är 1 028 meter över havet.
Terrängen runt Pic Roi är huvudsakligen kuperad, men österut är den bergig. Trakten runt Pic Roi är nära nog obefolkad, med mindre än två invånare per kvadratkilometer. Närmaste större samhälle är Benavarri / Benabarre, 9,9 km väster om Pic Roi. 